# St. Peter und Paul (Affing)

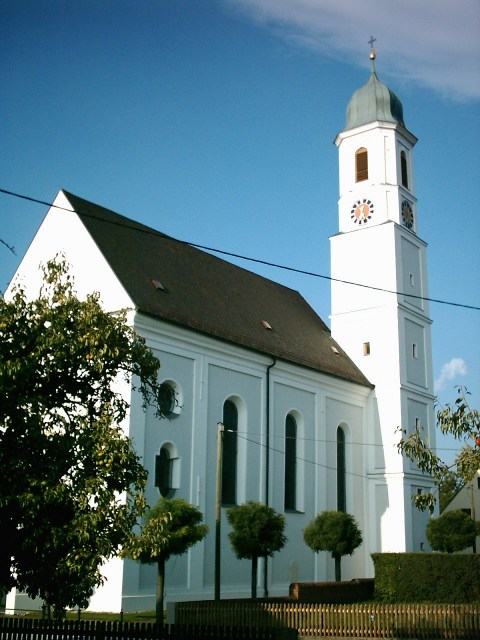
Pfarrkirche in Affing

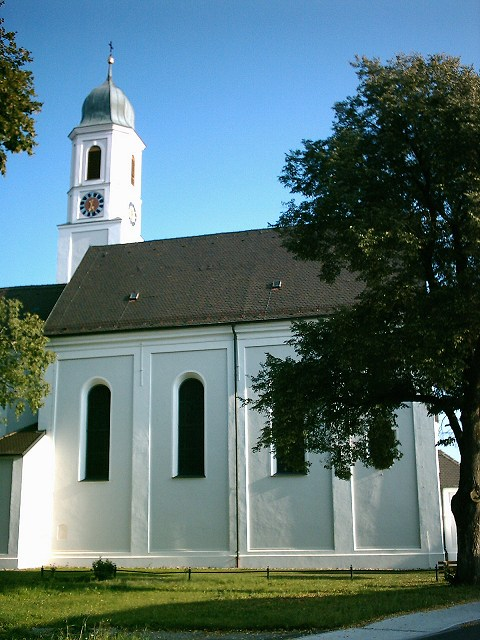
Seitenansicht

Die katholische Pfarrkirche St. Peter und Paul in Affing, einer Gemeinde im Landkreis Aichach-Friedberg im bayerischen Regierungsbezirk Schwaben, wurde 1688/89 errichtet. Die den Aposteln Petrus und Paulus geweihte Kirche ist ein geschütztes Baudenkmal. Eine Erläuterung des recht seltenen Patroziniums steht hier.

## Architektur
Die barocke Kirche besitzt ein vierachsiges Langhaus, das von Pilastern gegliedert wird. Es wird von einem Tonnengewölbe mit Stichkappen gedeckt, das auf Gurtbögen aufliegt. Im Westen befindet sich eine Doppelempore. An beiden Seiten des eingezogenen, dreiseitig geschlossenen Chors befinden sich Oratorien mit stukierten Brüstungen.
Im Süden steht der quadratische Turm mit einem Oktogon, der von einer glockenförmigen Haube bekrönt wird.

## Ausstattung
Die einheitliche Ausstattung der Erbauungszeit ist erhalten geblieben. An den Gewölben und Wänden befinden sich Stuckdekorationen mit Akanthus, Fruchtgehängen und Engelsköpfen.
Der Hochaltar stellt die Sieben Zufluchten dar, er wird Johann Georg Knappich (1637–1704) zugeschrieben. Der Altarauszug zeigt die Göttlichen Tugenden. An den Wänden stehen Halbfiguren der Apostel.